# 天穆镇
天穆镇，是中华人民共和国天津市北辰区下辖的一个乡镇级行政单位。
2020年7月，全国爱卫会命名天穆镇为2017-2019周期国家卫生乡镇。

## 行政区划
天穆镇下辖以下地区：
顺义南里社区、光明道社区、欢颜里社区、外园社区、北寺社区、天穆东苑社区、天辰新苑社区、柳滩社区、方舟社区、桃香园社区、大通绿岛家园社区、佳宁里联合社区、普天东里社区、蓝岸森林社区、金门里社区、辽河园社区、瑞宁嘉园社区、金苑公寓社区、辰发花园社区、悦林名邸社区、普润社区、天和丽园社区、恒逸华庭社区、金地艺城华府社区、文澜社区、闫街村、马庄村、南仓村、天穆村、柳滩村、勤俭村、霍咀村、白庙村农工商联合公司、刘房子村、吴咀村、王庄村和郭辛庄村农工商联合公司。

## 爆炸事故
2022年7月19日早晨，欢颜里社区发生爆炸事故，据报道造成4人死亡，13人受伤。